# 有馬広寿
有馬 広寿（ありま ひろかず）は、江戸時代後期の高家旗本。官位は従五位下・侍従、修理大夫。

## 略歴
播磨国明石藩主・松平直泰の十一男として誕生。初名は直村。通称は久米之丞。
兄に高家旗本中条信徳がいる。享和元年（1801年）6月7日に有馬広春の末期養子となり、同年9月5日に広春の死去により家督を相続する。文化6年（1809年）4月24日、高家職に就き、従五位下・侍従・兵部大輔に叙任する。後に修理大夫に改める。文化11年（1814年）6月29日死去。享年34。